# Daniel Mulville
Daniel R. Mulville (né en 1939) est un ingénieur américain qui a brièvement exercé les fonctions d'administrateur de la NASA par intérim en 2001.

## Jeunesse
Né en 1939, Mulville a obtenu sa licence en génie mécanique en 1962, une maîtrise en ingénierie en 1966 à l'Université George Washington et un doctorat en mécanique des structures à l'Université catholique d'Amérique en 1974,. Il a également suivi une formation au Industrial College of the Armed Forces en 1986.

## Carrière

### Débuts
Mulville a été responsable de la technologie des structures au Naval Air Systems Command de 1979 à 1986. Il a dirigé le développement des méthodes de conception, de test et de certification des structures, et a été chef de programme pour le développement de matériaux composites destinés aux programmes AV-8B, F/A-18, ainsi qu'à des avions et missiles avancés. Il a également occupé le poste de chef de programme pour la recherche sur les structures à l'Office of Naval Research en 1975, et a été ingénieur en mécanique au Naval Research Laboratory de 1962 à 1979, travaillant sur la conception et l’analyse de structures pour avions, missiles et navires.

### Carrière à la NASA
De 1986 à 1990, Mulville a été directeur adjoint de la division des matériaux et structures au sein du Bureau de l'aéronautique et de la technologie spatiale du siège de la NASA. Il a dirigé le programme de technologie des composites avancés, le programme de contrôle des structures flexibles, ainsi que les volets matériaux et structures des programmes Advanced Launch Systems, Space Exploration Initiative et High Speed Civil Transport. Mulville a également supervisé la participation de la NASA au programme commun NASA/FAA sur le vieillissement des aéronefs.
De 1990 à 1994, Mulville a été directeur de la division de l'ingénierie et de la gestion de la qualité au sein du Bureau de la sécurité et de l'assurance des missions du siège de la NASA. À ce poste, il était responsable de l’élaboration des normes et procédures d’ingénierie et d’assurance qualité de la NASA, en lien avec la conception et le développement des systèmes spatiaux et aéronautiques.
Mulville a été ingénieur en chef de la NASA de 1995 à 1999. Il était chargé de l’examen général de la préparation technique et de l’exécution de tous les programmes de la NASA. Il a assuré une coordination intégrée des politiques, normes et pratiques d’ingénierie à l’échelle de l’Agence. De 1994 à 1995, il a été ingénieur en chef adjoint de la NASA, chargé de veiller à ce que les efforts de développement et les opérations des missions soient menés sur une base technique solide.
Du 1er janvier 2000 au 3 février 2003, Mulville a occupé le poste d’administrateur adjoint associé, agissant en tant que principal conseiller de l’administrateur. Il rendait compte directement à l’administrateur et était responsable de la planification, de la direction et de la gestion des opérations quotidiennes et des activités de modernisation de l’Agence. Il a assuré brièvement l’intérim en tant qu’Administrateur de la NASA à partir du 19 novembre 2001, à la suite de la démission de Daniel Goldin. En tant qu’administrateur adjoint associé, Mulville était alors le plus haut responsable en poste à la NASA, en raison de la vacance du poste d’administrateur adjoint. Il a supervisé les opérations quotidiennes de l’agence jusqu’à la confirmation de Sean O'Keefe par le Sénat des États-Unis le 21 décembre 2001.
Mulville a pris sa retraite de la NASA en février 2003 après 16 années de service.
Mulville a reçu la NASA Distinguished Service Medal, la NASA Outstanding Leadership Medal, la NASA Exceptional Service Medal, ainsi que les récompenses de rang exécutif méritoire et distingué pour sa gestion et son leadership.